# 国元证券
国元证券股份有限公司（深交所：000728，简称国元证券），成立于2001年10月，前身是国元证券有限责任公司，由原安徽省国际信托投资公司和原安徽省信托投资公司作为主发起人发起设立的证券公司。2007年10月30日，公司借壳“北京化二股份有限公司”在深圳证券交易所上市。
2020年，公司实现营业收入45.29亿元，同比增长41.57%；净利润13.71亿元，同比增长49.86%。
2021年7月24日，中国证券监督管理委员会发布《2021年证券公司分类结果》，其中国元证券被评为A级，与2020年的BBB级有所上升。

## 子公司
- 国元创新投资有限公司
- 国元股权投资有限公司
- 国元国际控股有限公司
- 国元期货有限公司
- 安徽国元物业管理有限责任公司